# Carol Potter
Carol Potter (ur. 21 maja 1948 w Nowym Jorku) – amerykańska aktorka teatralna, telewizyjna i filmowa, najbardziej znana z roli Cindy Walsh w serialu młodzieżowym Beverly Hills, 90210.

## Życiorys
Ukończyła psychologię w Radcliffe College w ramach Harvard University, zawodowo zajęła się aktorstwem. Jako aktorka teatralna występowała m.in. na Broadwayu (w latach 1977–1981 w Gemini i w 1980 w The Lady from Dubuque), a także w produkcji off-broadwayowskiej. Pod koniec lat 70. zaczęła grywać w produkcjach filmowych – głównie w filmach telewizyjnych i pojedynczych odcinkach różnych seriali. Pierwszą stałą rolę otrzymała 1981, gdy wcieliła się w postać Maggie Clinton w Today's FBI. Rozpoznawalność i popularność przyniosła jej rola Cindy Walsh, matki Brandona i Brendy Walshów w serialu Beverly Hills, 90210. Carol Potter wchodziła w skład regularnej obsady tej produkcji od 1990 do 1995, po czym gościnnie wystąpiła w dwóch odcinkach późniejszych sezonów. W latach 1997–1999 wcielała się w postać Joan Cummings w operze mydlanej Sunset Beach.
Dwukrotnie zamężna, jej pierwszy mąż, scenarzysta Spencer Eastman, zmarł w 1988 na chorobę nowotworową. W 1990 poślubiła aktora Jeffreya Josephsona.

## Wybrana filmografia
- 1977: The Doctors (serial TV)
- 1979: Tylko jedno życie (serial TV)
- 1981: Today's FBI (serial TV)
- 1984: The Paper Chase (serial TV)
- 1986: Prawnicy z Miasta Aniołów (serial TV)
- 1987: Autostrada do nieba (serial TV)
- 1987: Dutch Treat
- 1990: Beverly Hills, 90210 (serial TV)
- 1995: Burke's Law (serial TV)
- 1996: Tiger Heart
- 1997: Strefa zagrożenia (serial TV)
- 1997: Sunset Beach (serial TV)
- 2001: Nowojorscy gliniarze (serial TV)
- 2001: Powrót do Providence (serial TV)
- 2003: Jordan w akcji (serial TV)
- 2004: JAG (serial TV)
- 2009: Greek (serial TV)[1]